# 다케 세이야
다케 세이야(일본어: 武 星弥, 2004년 10월 15일~)는 일본의 축구 선수이다.

## 구단 경력
그는 2023년 J3리그의 가고시마 유나이티드 FC에 입단했다. 2023년 J3리그 준우승으로 J2리그로 승격했다. 2024년후 J3리그에 강등했다.